# Le Birgit Ensemble
Le Birgit Ensemble est une compagnie de théâtre française créée en 2014 par Jade Herbulot et Julie Bertin.

## Historique
En décembre 2013 Julie Bertin et Jade Herbulot présentent au Conservatoire national supérieur d'art dramatique un spectacle sur l'histoire du mur de Berlin intitulé Berliner Mauer : vestiges. L'année suivante, elles fondent la compagnie Le Birgit Ensemble et jouent cette pièce au Centre dramatique national de Saint-Denis (théâtre Gérard-Philipe).
Leur pièce suivante, en 2015, Pour un prélude, se situe dans le contexte du passage à l'an 2000.
Par la suite, la compagnie produit des spectacles orientés sur les questions historiques et politiques européennes (Memories of Sarajevo, Dans les ruines d'Athènes, Europe, mon amour),.
À partir de 2018 son cadre historique et politique se recentre sur la Cinquième République française : guerre d'Algérie, Mai 68, les élections présidentielles,,. La troupe poursuit ce thème en 2024 sous une forme interactive et musicale de type cabaret sous le nom Birgit Kabarett.
Le spectacle Les Suppliques, présenté à partir de 2023, consacré à la déportation des Juifs sous le régime de Vichy, a une profondeur bien différente et suscite des critiques élogieuses,,.

## Membres
Jade Herbulot et Julie Bertin sont les comédiennes fondatrices et permanentes de la troupe, elles sont aussi les metteuses en scène des spectacles. La compagnie incorpore d'autres artistes en fonction des pièces : par exemple, Bonnie Banane, Marie Sambourg, Lou Chauvain, Maxence Tual, Gilles Privat, Élise Lhomeau, Mélanie Bestel. 
Les deux fondatrices sont artistes associées au Grand R, scène nationale de La Roche-sur-Yon et au théâtre Gérard-Philipe de Saint-Denis. Le Birgit Ensemble est conventionné avec la Direction régionale des Affaires culturelles d'Île-de-France et avec le Conseil départemental du Val-de-Marne.

## Répertoire

### Théâtre
- 2014 : Berliner Mauer : vestiges, Théâtre Gérard-Philipe (Saint-Denis) puis tournée[1]
- 2015 : Pour un prélude, Théâtre de Vanves[2]
- 2016 : Memories of Sarjevo, Théâtre des Quartiers d'Ivry puis tournée[3],[4]
- 2016 : Dans les ruines d'Athènes, Théâtre des Quartiers d'Ivry puis tournée[3],[4]
- 2017 : Europe, mon amour, Festival d'Avignon
- 2018 : Entrée libre (l'Odéon est ouvert), Conservatoire national supérieur d'art dramatique
- 2019 : Les Oubliés (Alger-Paris), Théâtre du Vieux-Colombier[5],[6]
- 2022 : Roman(s) national, Théâtre de la Tempête[7].
- 2023 : Les Suppliques, Théâtre Gérard-Philipe (Saint-Denis)[9],[10],[11]

### Spectacles dérivés
- 2024 : Cabaret Europe, cabaret, Théâtre du Rond-Point[8]